# André Fousson
André Fousson, né le 2 mai 1906 à Brioude (Haute-Loire) et mort le 13 mai 1983 à Toulon (Var), est un homme politique français.

## Biographie
Il est élu au Conseil de la République,. Il est membre du groupe des indépendants d'Outre-mer.